# شلل ثلاثة أطراف
شَلَلُ ثَلَاثَةِ أَطْراف أو شَلَل ثُلاثيّ الأطراف (بالإنجليزية: Triplegia)‏ هي حالة طبية تتسم بحدوث شلل لثلاثة أطراف (تشريح عضلات الشلل الثلاثي). ويمكن الإشارة إلى الشخص المصاب بالشلل الثلاثي باسم مريض الشلل الثلاثي. ورغم أنه لا يوجد نمط نموذجي لهذا المرض، إلا أنه يرتبط في العادة بشلل كلا الساقين وذراع واحد — ولكن يمكن أن يتضمن أيضًا كلا الذراعين وساقًا واحدة. ويمكن في بعض الأحيان اعتبار الشلل الثلاثي بمثابة اتحاد بين الشلل النصفي (شلل ذراع وساق لأحد جانبي الجسم) متداخلاً مع شلل ثنائي (شلل كلا الساقين)، أو شلل رباعي (شلل الأطراف الأربعة) مع الظهور بشكل أقل في أحد الأطراف.
وعادةً ما ترتبط هذه الحالة بمرض الشلل الدماغي، رغم أن هناك حالات مثل السكتة قد تؤدي لحدوثها أيضًا. كما اكتشف أن مرض الشلل الثلاثي ناتج عن زيادة في الضغط داخل القِحف المرتبط بمرض استسقاء الدماغ الذي ينتج عن إصابة الدماغ الرضية 
ومن الحالات المشابهة الشلل الجزئي الثلاثي، حيث يعاني المريض من شلل جزئي في ثلاثة أطراف، مما يعني أن الأطراف تكون ضعيفة للغاية، ولكنها ليست مشلولة بالكامل.
وفي حالة وردت للتقارير فقط نتيجة لندرتها، أصيب المريض بالشلل الثلاثي بعد عملية استئصال اللوزتين.
فقد تم إرسال مريض ذكر عمره ثماني سنوات إلى مستشفى ويلارد باركر في 12 أغسطس عام 1929 وتم تشخيص حالته بأنها التهاب النخاع الشوكي. وبعد إجراء عملية استئصال لوزتين دورية وغير ذات صلة، أصيب المريض بشلل رخو كامل وفقد الشعور في كلا الساقين والذراع الأيمن وعضلات الجذع.

## وصلات خارجية
- Definition at Medical dictionary